# Naïve Records
Naïve Records is een Frans platenlabel uit Parijs dat gespecialiseerd is in elektronische muziek, popmuziek, jazz en klassieke muziek. Het label werd in 1997 opgericht door Patrick Zelnik, Gilles Paires en Eric Tong Cuong.
Naïve Records heeft in het verleden verschillende andere labels overgenomen, zoals Ambroisie, Astrée Auvidis, Montaigne en Opus 111.
In augustus 2016 nam het Franse platenlabel Believe Naïve Records over voor een bedrag van 10 miljoen dollar. Door deze investering steeg de waarde van Naïves catalogus en kon men in 2017 opnieuw cd's uitbrengen, na jarenlang geen cd's meer te hebben uitgebracht.

## Lijst van artiesten
- Aṣa
- Asian Dub Foundation
- Carla Bruni
- Fazıl Say
- M83
- Meshell Ndegeocello
- Mirwais Stass
- Nikolaj Loeganski
- Patricia Kopatchinskaja
- Tanita Tikaram

### Voormalige artiesten
- Muse